# Rhyacotriton kezeri
Rhyacotriton kezeri är en groddjursart som beskrevs av Good och David Burton Wake 1992. Rhyacotriton kezeri ingår i släktet Rhyacotriton och familjen Rhyacotritonidae. IUCN kategoriserar arten globalt som nära hotad. Inga underarter finns listade i Catalogue of Life.